# Seagraves
Seagraves is een plaats (city) in de Amerikaanse staat Texas, en valt bestuurlijk gezien onder Gaines County.

## Demografie
Bij de volkstelling in 2000 werd het aantal inwoners vastgesteld op 2334.
In 2006 is het aantal inwoners door het United States Census Bureau geschat op 2356,

## Geografie
Volgens het United States Census Bureau beslaat de plaats een oppervlakte van
3,8 km², geheel bestaande uit land. Seagraves ligt op ongeveer 1022 m boven zeeniveau.